# Shotgun formation

Shotgun formation

Shotgun formation - formacja używana przez drużynę atakującą w futbolu amerykańskim i kanadyjskim. Jest używana głównie do zagrań podaniowych, chociaż niektóre drużyny używają jej jako swojego podstawowego ustawienia. W formacji tej, rozgrywający zamiast otrzymywać snap od swojego centra na LOS, stoi w pewnej odległości (5–7 jardów) od owej linii. Czasem rozgrywający ma przy sobie zawodnika z pozycji running back, do ochrony przed blitzem.
Formacja typu shotgun może oferować przewagę w różny sposób. Ofensywni liniowi mają więcej miejsca na manewry i mogą uformować ciaśniejszą, owalną „kieszeń” w której rozgrywający jest chroniony przed defensywą rywali. Jeśli rozgrywający jest wystarczająco szybki i zwinny, może użyć tej formacji by samemu zdobyć biegiem kilka jardów, a może nawet pierwszą próbę.
Formacja ma również słabe strony. Przede wszystkim defensywa ma praktycznie pewność, że przeciwnicy będą grali akcję podaniową (chociaż zdarzają się skuteczne biegi RB z tej formacji). Ponadto istnieje wyższe niż w przypadku standardowej wymiany center/rozgrywający ryzyko nieudanego snapu.